# 天子尋龍
《天子尋龍》（英語：Whatever It Takes；前名《大唐龍珠》）是香港電視廣播有限公司製作的古裝電視劇，全劇共20集，由陳浩民、文頌嫻及楊怡領銜主演，並由麥長青、羅蘭、羅冠蘭、李國麟聯合演出，監製張乾文。本劇集是以武則天末年，唐中宗復辟稱帝為背景的虛構故事。

## 演員表

### 大唐皇室
| 演員   | 角色     | 關係／暱稱 |
| 李龍基 | 李 淵    | 唐高祖 李世民之父 李治之祖父 李顯、李旦之曾祖父 李隆基之高祖父 隋朝末年為太原留守，後得定國龍珠之助稱帝建立大唐（第1集） 已去世                                                                     |
|        | 李世民   | 唐太宗 李淵之子 長孫皇后之夫 李治之父 李顯、李旦之祖父 李隆基之曾祖父 國師提到其在玄武門之變中弑兄奪位，令定國龍珠蒙塵（第1集） 已去世                                                              |
|        | 長孫皇后 | 李世民之妻 李治之母 李顯、李旦之祖母 李隆基之曾祖母 群臣引用其名言「牝雞司晨，家之窮也」來阻止武則天登上龍椅（第1集） 已去世                                                                        |
| 張英才 | 李 治    | 唐高宗 李淵之孫兒 李世民、長孫皇后之子 武則天之夫 李顯、李旦之父 李隆基之祖父 於第1集病逝 |
| 羅冠蘭 | 武則天   | 皇上 李治之妻 李顯、李旦之母 李隆基之祖母 陳后之天敵 於第15集被國師陷害關進大牢 於第20集退位 |
| 郭德信 | 李 顯    | 唐中宗 李淵之長曾孫 李世民、長孫皇后之長孫 李治、武則天之長子 李旦之兄 李隆基之大伯 於第20集復位做皇帝                                                                                              |
| 駱應鈞 | 李 旦    | 唐睿宗 李淵之幼曾孫 李世民、長孫皇后之幼孫 李治、武則天之幼子 李顯之弟 陳之夫 李隆基之父 |
| 陳嘉儀 | 陳       | 原為皇后，後被武則天關進大牢及褫奪皇后之位，被貶為陳妃 李旦之妻 李隆基之母 武則天之天敵 於第14集被國師灌毒身亡                                                                                      |
| 陳浩民 | 李隆基   | 阿二、太子殿下 李淵之玄孫 李世民、長孫皇后之曾孫 李治、武則天之孫兒 李顯之侄兒 李旦、陳后之子 高大娘之養子 高力士之養弟 慕容雪之夫 深爱碧瑶 於年幼時流落民間被高家收養 於第20集尾即位做皇帝，號唐玄宗 |
| 文頌嫻 | 楊玉環   | 玉環 於第20集在選妃大會被選中為李隆基之妃子 前世為碧瑤仙子 參見天庭 |
| 楊 怡  | 慕容雪   | 慕容姑娘、阿雪、小姐、太子妃 慕容白之女 李隆基之妻 於第20集被國師殺害 |
| 李國麟 | 南山姥姥 | 國師、蜥蜴妖 武則天之重臣 曾假扮武則天 殺害陳后、慕容雪、慕容白 於第10集知道高力士並非真正的太子並利用其 於第20集被碧瑤等人消滅                                                                       |
| 馬國明 |          | 高力士假冒太子時之隨從 |
| 羅君左 |          | 禮部尚書 |

### 高家
| 演員   | 角色   | 關係／暱稱                                                                                       |
| 羅 蘭  | 高大娘 | 高力士之母 高二之養母 於第7集協助高力士假冒太子                                                  |
| 麥長青 | 高力士 | 高大娘之子、高二之養兄 於第8集假冒太子，於第13集被揭穿 最後與國師交戰中下體慘被重創 後為宮中太監 |
| 陳浩民 | 高 二  | 高大娘之養子 高力士之養弟 於年幼時流落民間被高家收養 參見大唐皇室                                |

### 慕容家
| 演員   | 角色   | 關係／暱稱                    |
| 廖啟智 | 慕容白 | 慕容雪之父 於第18集被國師殺死 |
| 楊 怡  | 慕容雪 | 慕容白之女 參見大唐皇室       |
| 陳瑞華 | 小 翠  | 慕容家之下人 慕容雪之丫環     |

### 天庭
| 演員   | 角色     | 關係／暱稱                                                                                                 |
| 文頌嫻 | 碧瑤仙子 | 碧瑤、阿瑤 輔助太子李隆基登基 最後因消滅國師而犧牲 深爱李隆基 轉世為楊玉環 還陽時由袁淑珍配音 參見大唐皇室 |
| 余子明 | 太上老君 | 太上老君爺爺                                                                                               |
| 夏 萍  | 蓮花仙姑 | 蓮嫂 原是天庭神仙 因為動了凡心，所以被貶下凡間                                                             |
| 傅子欣 | 织 女    | 天庭神仙 第1集出现                                                                                         |

### 其他演員
| 演員   | 角色         | 關係／暱稱                         |
| 駱達華 | 楊公子       | 吏部尚書之子 喜歡慕容雪 被误为妖怪 |
| 王俊棠 | 阿利特爾將軍 | 金西族來使                         |
| 鄭家生 | 工 匠        | 第1集出现                          |
| 麥嘉倫 | 牛 郎        |                                    |

## 收視
以下為本劇於香港無綫電視翡翠台之收視紀錄：
| 週次 | 集數  | 平均收視 | 最高收視 |
| 1    | 01-05 | 31點     |          |
| 2    | 06-10 | 34點     |          |
| 3    | 11-15 | 34點     | 38點     |
| 4    | 16-20 | 37點     | 41點     |

## 與史實相異之處
- 唐玄宗李隆基幼年（武則天當權時）並沒流落民間，更加不是宦官高力士之乾弟。
- 高力士僅年長李隆基一年，所以不可能在幼年時要求母親收養嬰兒時期的李隆基。
- 高力士原名馮正一，並於幼年時已經入宮。
- 唐睿宗李旦的元配妻子姓劉（即劉皇后），並非姓陳。
- 李隆基的生母為窦德妃，生前並非李旦皇后，而且在李旦初次退位後三年，即李隆基八歲時就被武則天賜死。
- 李隆基的元配妻子姓王（即後來的王皇后），並非姓慕容。
- 高力士在第20集提及從「各省各縣」徵選秀女入宮選妃，但唐代時「省」為中央機構（三省），地方行政区划理應為道、州、府和縣。
- 楊玉環原為李隆基兒媳，被李隆基安排出家後還俗納為貴妃，並非由地方徵選入宮的秀女。

## 重播
此劇曾於2006年3月13日在廣東廣播電視台珠江頻道、2004年8月2日及2009年4月16日在翡翠台、2015年2月2日在TVB星河頻道、2015年11月30日在ABC TV國際電視台、2024年1月12日在千禧經典台重播。

## 外部連結
- 無綫電視官方網頁 - 天子尋龍

## 電視節目的變遷
| 香港無綫電視翡翠台 星期一至五 21:00-22:00 第二線劇集 | 香港無綫電視翡翠台 星期一至五 21:00-22:00 第二線劇集 | 香港無綫電視翡翠台 星期一至五 21:00-22:00 第二線劇集 |
| ---------------------------------------------------- | ---------------------------------------------------- | ---------------------------------------------------- |
|                                                      | 天子尋龍 （2003.01.27 - 2003.02.21）                 |                                                      |
| 戇夫成龍 （2002.12.30 - 2003.01.24）                 | 洗冤錄II （2003.02.24 - 2003.03.23）                 |                                                      |

| 香港無綫電視翡翠台 星期一至五 17:55-18:30 黃昏劇集時段 | 香港無綫電視翡翠台 星期一至五 17:55-18:30 黃昏劇集時段 | 香港無綫電視翡翠台 星期一至五 17:55-18:30 黃昏劇集時段 |
| ------------------------------------------------------ | ------------------------------------------------------ | ------------------------------------------------------ |
|                                                        | 天子尋龍 （2009.04.16 - 2009.06.11）                   |                                                        |
| 酒是故鄉醇 （2008.12.18 - 2009.04.15）                 | 烽火奇遇結良緣 （2009.06.12 - 2009.08.06）             |                                                        |

| 香港無綫電視翡翠台 星期一至五 11:50-12:45 中午劇集時段 | 香港無綫電視翡翠台 星期一至五 11:50-12:45 中午劇集時段 | 香港無綫電視翡翠台 星期一至五 11:50-12:45 中午劇集時段 |
| ------------------------------------------------------ | ------------------------------------------------------ | ------------------------------------------------------ |
|                                                        | 天子尋龍 （2004.08.02 - 2004.08.27）                   |                                                        |
| 戀愛自由式 （2004.07.02 - 2004.07.30）                 | 少年包青天II （2004.08.30 - 2004.10.29）               |                                                        |